# Luís de Almeida Portugal, 2.° Marquês do Lavradio
Luís de Almeida Portugal Soares de Alarcão de Eça Melo e Silva Mascarenhas, 5.º conde de Avintes e 2.º Marquês do Lavradio (Lisboa, 27 de junho de 1729 — 2 de maio de 1790), filho de D. Antônio de Almeida Soares Portugal, foi o 11.º vice-rei do Brasil, exercendo o cargo por nove anos, de 4 de novembro de 1769 a 30 de abril de 1778.
Foi o segundo governador-geral depois que a sede foi transferida para o Rio de Janeiro. Governou a Bahia, antes de ser nomeado governador-geral, ou, mais precisamente, vice-rei.
Nomeado em 1769, Lavradio e Gomes Freire de Andrade (morto em 1763), 1.º Conde de Bobadela, foram os governadores que melhor nome deixariam. No entanto, sob Lavradio se promulgou o odioso regulamento do distrito diamantino, feito pelo marquês de Pombal, e promulgado na carta régia de 10 de julho de 1771, prova de quanto era meticuloso o espírito do ministro e com que rigor procedia nas fiscalizações.
A respeito deste regulamento diz o seguinte o escritor brasileiro Pereira da Silva:
«Limitou o numero de moradores do distrito diamantino, as suas profissões e estado, e investiu o intendente de poderes absolutos e quase ditatoriais sobre todos os assuntos militares, administrativos, judiciais e policiais, prestando contas diretamente ao governo metropolitano, e sem dependência alguma dos capitães generais. Espantam as minuciosidades do regimento. Atemorizam as cautelas tomadas pelo governo. Horrorizam as penalidades estabelecidas para evitar-se o contrabando, que desde o princípio do descobrimento se desenvolveu em larga escala pela facilidade de transporte e de ocultação do produto, e, apesar de todas as cautelas e importantes providencias das autoridades, vexames sem conto que os moradores sofriam, e rigores bárbaros e inauditos por que passavam, quando não aumentou, todavia não decaiu, continuando o seu curso regular Senão progressivo.»
Lavradio teve de lutar com a situação melindrosa criada no Brasil, principalmente em relação aos gentios, pela extinção da Companhia de Jesus. O sistema de catequização não foi abandonado pelo fato de serem dele dispensados os jesuítas e desterrados dos domínios port. Não bastando, e nem mesmo achando-se habilitadas para esse fim as Ordens religiosas no Brasil, procuraram-se na Itália os capuchinhos que, posto que sem o mesmo aproveitamento e sem tão notável glória, seguiram os passos dos jesuítas e se empregaram nas missões ao sertão, encarregadas de chamar as tribos à vida social, abandonando os hábitos selvagens.
Em 1779, dois anos depois do falecimento de D. José I de Portugal, deixou o Brasil, substituído por Luís de Vasconcelos e Sousa.
Casara em 29 de outubro de 1752 com D Mariana Teresa Rita de Távora, filha do 5.° Conde de São Vicente, e tiveram o filho varão António Máximo de Almeida Portugal, 3º Marquês do Lavradio.

## Vice-rei
Ocupara-se, na colônia, principalmente com as obras militares necessárias à defesa do Rio de Janeiro e com a remessa de tropas e armamentos para o sul do Brasil, onde durante seu governo ocorreram a recuperação do Rio Grande do Sul, a ocupação temporária da Ilha de Santa Catarina pelos espanhóis e a perda da Colônia do Sacramento. Reformou as fortificações, ampliando-as e modernizando-as. Sua ação militar contou com a cooperação de estrangeiros a serviço de Portugal, como o alemão Tenente-General João Henrique Bohem e o sueco Brigadeiro Jaques Funck, chefe do Corpo de Engenheiros e Artilheiros.
Cuidou também do incremento da agricultura, trazendo o cafeeiro do norte para o Rio de Janeiro.
Deve-se ao vice-rei a criação da Academia Científica, que tinha por objetivo de estudo a transplantação de vegetais úteis e o fomento à agropecuária.